# Hans Nilsson (militär)
Hans Ludvig Nilsson, född 5 december 1925 i Rebbelberga församling i Kristianstads län, är en svensk militär.

## Biografi
Nilsson avlade officersexamen vid Krigsskolan 1949 och utnämndes samma år till fänrik i pansartrupperna, där han befordrades till löjtnant 1951. Han befordrades till kapten 1962 och var sektionschef i V. militärområdet 1962–1965, varpå han tjänstgjorde vid Södermanlands regemente 1965–1966. Under tiden vid Södermanlands regemente tjänstgjorde han också 1965–1966 i svenska Cypernbataljonerna. År 1966 befordrades han till major, varefter han tjänstgjorde vid Skaraborgs regemente 1966–1967 och var lärare på Militärhögskolan 1967–1971, befordrad till överstelöjtnant 1968. Han var stabschef och bataljonschef vid Skånska dragonregementet 1971–1974. Nilsson befordrades 1974 till överste samt var 1974–1980 chef för Pansartruppskolan, 1980–1981 chef för Pansartruppernas stridsskola och 1981–1986 chef för Skånska dragonregementet.

## Utmärkelser
- Riddare av Svärdsorden, 6 juni 1967.[4]